# Tympanogaster bondi
Tympanogaster bondi är en skalbaggsart som beskrevs av Perkins 2006. Tympanogaster bondi ingår i släktet Tympanogaster och familjen vattenbrynsbaggar. Inga underarter finns listade i Catalogue of Life.